# Stato insulare

Stati insulari nel mondo

Stati senza confini terrestri

Uno Stato insulare è uno Stato indipendente che è interamente confinato su un'isola, oppure su diverse isole o su diversi arcipelaghi e atolli, e che non ha alcun territorio sulla terraferma di un continente. Al 2024, nel mondo vi sono 47 stati insulari, che comprendono alcuni degli stati più piccoli sulla terra. L'Australia non è compresa, in quanto è geograficamente considerata la parte continentale dell'Oceania.
Stato insulare non è necessariamente sinonimo di Stato senza confini terrestri, che corrisponde ad uno Stato che non ha alcuno dei suoi confini in comune con altri stati, ed è cioè interamente posto su un'isola o su più isole che non sono spartite con altri stati.

## Tipologia
Alcuni stati insulari sono incentrati su due o più isole maggiori, come la Nuova Zelanda o il Giappone. Altri si estendono su centinaia o migliaia di isole minori, come le Filippine, l'Indonesia o le Maldive. Alcuni stati insulari condividono le proprie isole con altri stati: questo è il caso dell'Irlanda e Regno Unito, Haiti e Repubblica Dominicana, l'Indonesia e Papua Nuova Guinea, Brunei e Timor Est.
Altri stati sono formati da piccole isole, come Malta, Cipro, le Comore, le Bahamas, Tonga. Questi stati tendono ad essere molto diversi dagli stati continentali: la loro ridotta estensione rende difficoltosa l'agricoltura e raramente vi è abbondanza di risorse naturali. Tuttavia, specialmente nei tempi più recenti, gli stati insulari del mondo sono divenuti centri d'attrazione del turismo, che in molti casi è il settore dominante.

## Stati insulari attuali

### Stati sovrani
- Antigua e Barbuda
- Bahamas
- Bahrein
- Barbados
- Capo Verde
- Cipro[1]
- Comore
- Cuba
- Dominica
- Figi
- Filippine
- Grenada
- Giamaica
- Giappone
- Islanda
- Kiribati
- Madagascar
- Maldive
- Malta
- Isole Marshall
- Mauritius
- Stati Federati di Micronesia
- Nauru
- Nuova Zelanda
- Palau
- Saint Kitts e Nevis
- Saint Vincent e Grenadine
- Samoa
- Saint Lucia
- São Tomé e Príncipe
- Isole Salomone
- Seychelles
- Singapore
- Sri Lanka
- Tonga
- Trinidad e Tobago
- Tuvalu
- Vanuatu

#### Stati sovrani insulari con confini terrestri
- Brunei (con Malaysia)
- Cipro (con Regno Unito)
- Haiti (con Repubblica Dominicana)
- Indonesia (con Malaysia, Timor Est e Papua Nuova Guinea)
- Irlanda (con Regno Unito)
- Papua Nuova Guinea (con Indonesia)
- Regno Unito (con Irlanda, escludendo territori d'oltremare)
- Repubblica Dominicana (con Haiti)
- Timor Est (con Indonesia)

Bahrein e Singapore hanno confini artificiali (su ponte) rispettivamente con Arabia Saudita e Malaysia.

#### Stati insulari con status disputato
- Repubblica di Cina (conosciuta comunemente come "Taiwan") (status disputato, vedi nota)[2]
- Repubblica Turca di Cipro Nord riconosciuta solamente dalla Turchia.

#### Territori autonomi, semi-autonomi e d'oltremare
- Åland
- Alderney
- Anguilla
- Aruba
- Bermuda
- Bougainville
- Cayman
- Cocos e Keeling
- Cook[3]
- Corsica
- Fær Øer
- Falkland
- Groenlandia
- Guam[4]
- Guernsey
- Jersey
- Man
- Marianne Settentrionali[4]
- Montserrat
- Natale
- Niue[3]
- Norfolk
- Nuova Caledonia
- Pitcairn
- Porto Rico[4]
- Samoa Americane[4]
- Sardegna (regione a statuto speciale)
- Sark
- Sant'Elena
- Sicilia (regione a statuto speciale)
- Tokelau[3]
- Turks e Caicos
- Vergini americane[4]
- Vergini britanniche

### Per configurazione geografica

#### Incentrati su un'isola principale
- Bahrain
- Barbados
- Cuba
- Cipro
- Dominica
- Islanda
- Giamaica
- Madagascar
- Isola di Natale
- Nauru
- Nuova Caledonia
- Isola Norfolk
- Porto Rico
- Saint Lucia
- Singapore
- Sri Lanka
- Taiwan (status disputato)[2]

#### Stati che si estendono su gruppi di isole (incluse parti di arcipelaghi e archi vulcanici)
- Antigua e Barbuda
- Bahamas
- Isole Cayman
- Isole Cocos
- Comore
- Stati Federati di Micronesia
- Figi
- Filippine
- Grenada
- Giappone
- Kiribati
- Maldive
- Malta
- Isole Marshall
- Mauritius
- Nuova Zelanda
- Saint Kitts e Nevis
- Saint Vincent e Grenadine
- Isole Salomone
- São Tomé e Príncipe
- Seychelles
- Trinidad e Tobago

#### Crosta continentale
- Antigua e Barbuda
- Bahamas
- Bahrein
- Barbados
- Cuba
- Cipro
- Dominica
- Filippine
- Grenada
- Giamaica
- Giappone
- Madagascar
- Malta
- Nuova Zelanda
- Saint Kitts e Nevis
- Saint Vincent e Grenadine
- Saint Lucia
- São Tomé e Príncipe
- Singapore
- Taiwan (status disputato)[2]
- Trinidad e Tobago

#### Rilievi oceanici o atolli
- Capo Verde
- Comore
- Stati Federati di Micronesia
- Figi
- Islanda
- Kiribati
- Maldive
- Isole Marshall
- Mauritius
- Nauru
- Palau
- Isole Salomone
- Samoa
- Seychelles
- Tonga
- Tuvalu
- Vanuatu